# Haupttreuhandstelle Ost
De Haupttreuhandstelle Ost (HTO) was een organisatie in het Derde Rijk.
De organisatie stond onder leiding van het Ministerie van "Vermögensverwaltung des ehemaligen polnischen Staates". De organisatie was verantwoordelijk voor de plundering en roof van het Poolse staats- en privévermogen in de tijd van de Duitse bezetting.